# جورج راندولف
جورج راندولف (بالإنجليزية: George W. Randolph) (و. 1818 – 1867 م) هو محام من الولايات المتحدة الأمريكية ولد في مونتيسيلو.

## التعليم
تعلم في جامعة فرجينيا.